# Farrukhnagar (ort i Indien, Haryana)
Farrukhnagar är en ort i Indien.   Den ligger i distriktet Gurgaon och delstaten Haryana, i den norra delen av landet, 40 km sydväst om huvudstaden New Delhi. Farrukhnagar ligger 222 meter över havet och antalet invånare är 10 091.
Terrängen runt Farrukhnagar är mycket platt. Runt Farrukhnagar är det tätbefolkat, med 881 invånare per kvadratkilometer. Närmaste större samhälle är Gurgaon, 19,8 km öster om Farrukhnagar. Trakten runt Farrukhnagar består till största delen av jordbruksmark.